# Chromadorina bioculata
Chromadorina bioculata is een rondwormensoort uit de familie van de Chromadoridae. De wetenschappelijke naam van de soort is voor het eerst geldig gepubliceerd in 1857 door Schultze in Carus.